# Nijol Oliemaatschappij
Nijol Oliemaatschappij is een handelsonderneming in motorbrandstoffen. Het bedrijf werd als Nijmeegsche Olie Compagnie in 1955 opgericht door de vader van de huidige eigenaar Theo Wassing. Het hoofdkantoor van Nijol Oliemaatschappij is gevestigd in Nijmegen en het bedrijf handelt in brandstoffen en smeermiddelen onder de merknaam Texaco, waarmee Nijol Oliemaatschappij een samenwerkingsverband heeft. 
Nijol Oliemaatschappij heeft een netwerk van tankstations onder de merknamen Texaco, Texaco Xpress, Shell en De Fakkel. De tankstations zijn zowel dealertankstations als tankstations voor eigen exploitatie. Dochteronderneming Fuwell exploiteert aardgasstations door heel Nederland.
In Cuijk heeft Nijol Oliemaatschappij een eigen opslagdepot.  
Sinds 2009 is Nijol Oliemaatschappij rugsponsor van N.E.C..
Inmiddels is Nijol Oliemaatschappij b.v. overgenomen door EFR Group.